# نووترویستک (شهرستان شارانسکی، باشقیرستان)
نووترویستک (انگلیسی: Novotroitsk, Sharansky District, Republic of Bashkortostan) یک شهرک در شهرستان شارانسکی استان باشقیرستان کشور روسیه است.